# How to throw a Christmas party
How to throw a Christmas party is een Nederlandse gelegenheidsformatie die van 2010 tot en met 2015 (met een onderbreking in 2013 en een herhaling in 2022 en 2023) rond de kerstdagen een album uitbracht en een serie optredens verzorgde. Oprichter is muzikant Lydia van Maurik. In 2010 begon het project als afscheidsalbum en -tournee van haar band Brown Feather Sparrow; na de opheffing van die band ging het project zelfstandig door.

## Geschiedenis
Het collectief trad op in diverse televisieprogramma's, waaronder De Wereld Draait Door, en stond onder andere diverse keren in de grote zaal van Tivoli Utrecht. Rond een relatief vaste kern wisselt de bezetting. Muzikanten komen uit bands als The Spirit That Guides Us, Silence is Sexy, This Beautiful Mess, The Black Atlantic, The Medics, Eins Zwei Orchestra, Blaudzun, Anderson en Ponoka. Vast onderdeel is ook een koor, dat zich bij optredens kleedt als engelen.
Typerend voor de optredens is een licht ironische, komische en uitbundige stijl, die zich bijvoorbeeld uit in muzikanten die verkleed zijn alsof ze een kerststal vormen: enkelen dragen engelenvleugels, anderen zien eruit als de wijzen uit het oosten; er is een Maria en er ligt een 'kindje Jezus' (een babypop) op het podium. Ook is er een duidelijk engagement: in 2012 werd er bijvoorbeeld veel aandacht besteed aan de problematiek van vluchtelingen. 
De cd's bevatten voornamelijk nieuw geschreven kerstsongs, maar soms ook traditionals. Het geluid werd in een recensie omschreven als 'kraakhelder, soms euforisch, dan weer ingetogen'.
Eind 2022 volgde, na zeven jaar stilte, een tour door Nederland met de bekendste liedjes uit de reeks, gecombineerd in een musical-achtige vorm.

## Meewerkende muzikanten
Enkele componisten en muzikanten die meededen, in alfabetische volgorde op voornaam:
- Admiraal Oosterbroek (2012, 2014)
- Arjen van Wijk (2010, 2011, 2012, 2014, 2015, 2022, 2023)
- Bas van Nienes (2010, 2011, 2012, 2014, 2015, 2022, 2023)
- Eefje de Visser (2010)
- Elly Zuiderveld (2015)
- Jeroen van der Werken (2010, 2011, 2012, 2014, 2015)
- Johannes Sigmond (2010)
- Kim Jansen (2012, 2014, 2015)
- Lydia van Maurik (2010, 2011, 2012, 2014, 2015, 2022)
- Mevrouw Tamara (2015)
- Pim van de Werken (2010, 2011, 2012, 2014, 2015)
- Rick de Gier (2010)
- Roelof Flierman (2010, 2011, 2012, 2014)
- Stefan van Maurik (2023)
- René de Vries (2023)

## Discografie
- How to throw a Christmas party (2010, officieel het laatste album van Brown Feather Sparrow)
- Angels n' Sheep (2011)
- Christmas Island (2012)
- Intergalactic Welcome (2014)
- Beaches of Bethlehem (2015)